# Thenkarai
Thenkarai é uma panchayat (vila) no distrito de Coimbatore, no estado indiano de Tamil Nadu.

## Demografia
Segundo o censo de 2001,  Thenkarai  tinha uma população de 7168 habitantes. Os indivíduos do sexo masculino constituem 50% da população e os do sexo feminino 50%. Thenkarai tem uma taxa de literacia de 53%, inferior à média nacional de 59.5%: a literacia no sexo masculino é de 64% e no sexo feminino é de 43%. Em Thenkarai, 9% da população está abaixo dos 6 anos de idade.